# Оґі (Саґа)

Оґі́ (яп. 小城市, おぎし, МФА: [ogʲi ɕi̥]?) — місто в Японії, в префектурі Саґа.     Отримало статус міста 2005 року. Площа становить 95,85 км². Станом на 1 серпня 2011 року населення складало 45 052  осіб, густота населення — 470 осіб/км².     

## Історія
У 1642–1871 роках містечко Оґі було центром автономного уділу Оґі, що належав самурайському роду Набешіма.
Оґі отримало статус міста 1 березня 2005 року.